# 斑鰓棘鱸
斑鰓棘鱸又可稱為泰星斑，為輻鰭魚綱鱸形目鱸亞目鮨科的其中一種，分布於西太平洋區，包括泰國、新加坡、菲律賓、印尼、巴布亞紐幾內亞、澳洲、所羅門群島等海域，棲息深度5-100公尺，體長可達100公分，生活在珊瑚、海藻混生的海域，為底棲性魚類，屬肉食性，以甲殼類、頭足類為食，可作為食用魚及養殖魚，有雪卡魚毒的報告。
其种加词“maculatus”意为“有斑点、斑块、斑纹的”。